# Рождение Японии
«Рождение Японии», иное русское название — «Три сокровища»)(яп. 日本誕生: нихон тандзё; англ. The Three Treasures) — японский фильм 1959 года, поставленный мастером жанрового кино, режиссёром Хироси Инагаки. Эпическая сага о японских богах и зарождении религии Синто, основанная на древних японских мифах и легендах, описанных например, в таких памятниках японской литературы как Кодзики и Нихон сёки. В этой хорошо продуманной, визуально ошеломляющей истории из японской мифологии показаны приключения легендарного принца Ямато Такэру. Причина этих приключений связана с созданием и / или открытием «трех сокровищ», лежащих в основе синтоистской религии и мифического происхождения Японии (Ямато) и её императоров. Эти «три сокровища» – меч Кусанаги, зеркало Ята но Кагами и драгоценный камень Ясакани но Магатама всё ещё являются частью тщательно охраняемых коронационных регалий японского императорского дома. Когда принц убивает дракона и переживает всевозможные стихийные бедствия – землетрясения, вулканические выбросы, наводнения, – героические истории о том, как возникла Япония и её императорская семья, рассказываются в эпическом стиле.
По мнению западных критиков, постановка была предпринята под впечатлением японцев от вышедшего незадолго до этого голливудского блокбастера на библейскую тему «Десять заповедей» (1956), поставленного Сесилом Б. ДеМиллем. Фильм имеет также заметное отношение к «Годзилле» (1954) и другим фильмам о кайдзю Эйга, через двух важных сотрудников съёмочной группы: над спецэффектами работал Эйдзи Цубурая и музыку написал Акира Ифукубэ. Эффект работы Цубурая оказал сильное влияние на фантастические стили в японском кино и на телевидении.
В этом крупномасштабном проекте студии «Тохо» приняли участие многие из самых известных звёзд японского кино того времени (некоторые в едва заметных крошечных ролях): Тосиро Мифунэ, Гандзиро Накамура, Кинуё Танака, Сэцуко Хара, Такаси Симура, Эйдзиро Тоно, Нобуко Отова, Ёко Цукаса, Кёко Кагава, Акира Такарада, Дайскэ Като, Харуко Сугимура, Кодзи Цурута и др.

## Сюжет
Фильм начинается с показа сотворения мира и человечества в духе синтоистской веры. В начальных кадрах показано формирование неба посреди хаотичной вселенной и появление пантеона из синтоистских богов и богинь. Двое из них, боги мужского и женского пола, Идзанаги и Идзанами (яп. – «первый мужчина» и «первая женщина»; некое подобие христианских Адама и Евы), должны попытаться превратить утопленный мир ниже небес в нечто твёрдое и пригодное для жизни. Стоя на радужном мосту (Амано Укихаси), соединяющем два царства, Идзанаги размешивает формы кипящей массы, выходящей из воды, орудуя копьём. Боги посещают получившийся островок твёрдой земли, названный Оногоро. Когда они спускаются на Землю, то совершают первый в истории брачный обряд, обходя остров. Годы спустя история об этом будет поведана рассказчицей-старухой гражданам Ямато, королевства на Хонсю, названного в честь клана правителей этого района, от которого по преданию берёт своё начало императорская династия Японии. Рассказчица поведает легенду о сотворении японских островов, историю японской нации и подчеркнёт центральную драму, в которой главным действующим лицом будет Ямато Оусу, сын пожилого императора Кэйко.
Возвратившемуся с успешной охоты, принцу Оусу сообщают, что его старший брат завёл интрижку с одной из наложниц их отца, грубо поправ семейную честь. Найдя их вместе в хижине, принц Оусу жестоко обращается с братом и отправляет его в изгнание. Император Кэйко всё больше попадает под контроль клана своей второй жены во главе с коварным патриархом Оотомо, и когда брат принца Оусу пытается вернуться, Оотомо приказывает своим людям убить его. В то же время Оотомо давит на императора Кэйко, чтоб он отправил своего сына Оусу в рискованный военный поход, надеясь на его погибель. Ему нужно любой ценой устранить принца Оусу, как единственное препятствие к трону для отпрыска своего клана. Первое задание для принца — устранить погрязших в убийствах и разврате баронов-разбойников братьев Кумос, и взять под контроль Ямато их территорию. Принц Оусу убил старшего из братьев Кумос и нанёс смертельное ранение младшему. Но тот, человек более разумный, в отличие от старшего брата-бандита перед смертью предложил победителю новое имя Ямато Такэру, переводимое как Храбрец из Ямато. Он также умоляет его принести мир воюющей нации, объединив её под сильной рукой.

## В ролях
- Тосиро Мифунэ — принц Ямато Такэру / бог Сусаноо
- Гандзиро Накамура — император Кэйко
- Ёко Цукаса — принцесса Ото Татибана
- Акихико Хирата — Кибино Такэхико
- Кёко Кагава — принцесса Миядзу
- Такаси Симура — старший Кумасо
- Кодзи Цурута — младший Кумасо
- Сэцуко Хара — Аматэрасу, богиня Солнца
- Куми Мидзуно — Адзами
- Миса Уэхара — принцесса Кусинада
- Кинуё Танака — принцесса Ямато
- Акира Такарада — принц Вакатараси
- Акира Кубо — принц Иоги
- Хадзимэ Идзу — принц Иноти, старший брат принца Ямато Такэру
- Эйдзиро Тоно — Оотомо
- Хисая Ито — Кодатэ Оотомо
- Кодзо Номура — Макэри Оотомо
- Дзюн Тадзаки — полководец Курохико
- Ю Фудзики — Окаби
- Ёсио Косуги — Инаба
- Харуко Сугимура — старуха-рассказчица
- Тиэко Накакита — Тэнадзути
- Кэнъити Эномото — один из богов
- Итиро Арисима — один из богов
- Норихэй Мики — один из богов
- Нобуко Отова — богиня Удзумэ
- Дайскэ Като — бог Фудэтама
- Кэйдзю Кобаяси — бог Амацумаура
- Бокудзэн Хидари — бог Амэноминака
- Норихэй Мики — один из богов

## Премьеры
- — национальная премьера фильма состоялась 25 октября 1959 года[1].
- — премьера в США 20 декабря 1960 года[2].
- — впервые показан в Испании в 1972 году[2].

## Номинации
Премия журнала «Кинэма Дзюмпо» (1930)
- Номинация на премию за лучший фильм 1959 года, однако по результатам голосования кинолента заняла лишь 27 место.

## Комментарии
1. ↑  Оригинальный перевод японского названия — «Рождение Японии», на торрент-трекерах в русскоязычном интернете фильм появился также и под названием «Три сокровища», исходящем от английского названия фильма в американском прокате.